# 皂市水库
皂市水库位于中国湖南省常德市石门县，大坝位于皂市镇北2千米处的渫水（洞庭湖水系澧水流域的I级支流）上。皂市水库是渫水梯级开发的最下游一个梯级，坝址控制流域面积3000平方千米，占渫水总流域面积的93.7%。枢纽任务以防洪为主，兼顾发电、灌溉、航运等综合利用。